# 서카리알라

지역 문장

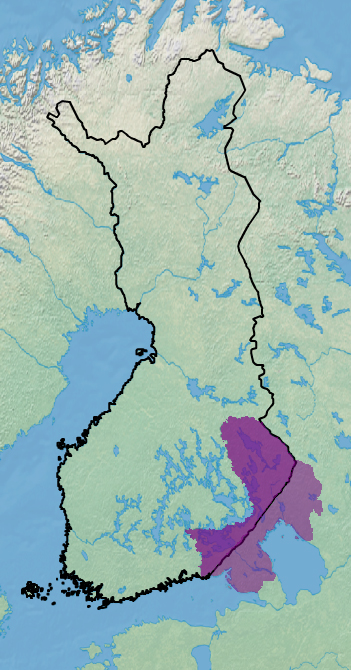
서카리알라의 위치. 현재 북쪽 절반은 핀란드령, 남쪽 절반은 러시아령이다.

카리알라(핀란드어: Karjala, 스웨덴어: Karelen)는 핀란드의 역사적 지역으로, 현재의 핀란드 남동부에 위치하며 러시아 북서부와 경계를 이룬다. 현재 러시아령이 되어 있는 동카리알라와 대비하여 서카리알라(핀란드어: Länsi-Karjala 랜시카랼라[*])라고도 한다. 서카리알라는 제3차 스웨덴 십자군 이래로 서방세계의 영향력에 있었으며, 12세기 이후부터 노브고로드 공화국과 그 계승국의 지배하에 있는 동카리알라(러시아령 카렐리야)와는 분리되어 있다.
핀란드의 역사적 지역인 포흐얀마, 사보, 헤메, 우시마와 접하며 동쪽으로는 러시아, 남쪽으로는 핀란드만과 접한다.

## 행정 구역
1997년 행정 구역 개편에 따라 북카리알라는 동핀란드 주, 남카리알라는 남핀란드 주에 속하게 되었다. 2010년 1월 1일을 기해 핀란드의 주가 폐지된 이후부터는 북카리알라 지역, 남카리알라 지역에 속해 있으며 북카리알라의 일부 지역은 북사보 지역, 남카리알라의 일부 지역은 남사보 지역, 퀴멘락소 지역에 속해 있다.

## 역사
13세기 카렐리야는 아직 분할되지 않은 상태에 있었으며 스웨덴과 노브고로드 공화국 사이에 쟁탈전이 벌어지고 있었다. 원초 연대기에 따르면 카렐리야는 12세기 무렵까지 노브고로드 공화국과 동맹 관계에 있었다고 전해진다. 1293년부터 1295년까지 토르길스 크누트손 원수가 이끄는 제3차 스웨덴 십자군이 주둔했다. 그 결과로 카렐리야 서부는 스웨덴의 지배를 받게 되었고 이와 동시에 비푸리 성이 건설되었다.
1300년 스웨덴군이 네바강 하구에 공격을 개시했으며 현재의 상트페테르부르크 근처에 요새를 건설하는 등 교전이 계속되고 있었다. 이 요새는 나중에 노브고로드 공화국에 의해 파괴되었으며 그 이후에도 교전이 자주 일어나는 등 불안정한 시대가 계속되었다. 1331년부터 1332년까지 스웨덴과 노브고로드 공화국 사이에 협상이 진행되었으며 양국 간의 절충안을 담은 뇌테보리 조약이 체결되었다. 이 조약은 스웨덴과 노브고로드 공화국의 국경을 최초로 확정한 조약이 되었다. 스웨덴은 비푸리 인근과 카렐리야 지협 서부, 남카렐리야를 획득했으며 노브고로드 공화국은 카렐리야 지협 동부, 잉그리아, 라도가 카렐리야, 북카렐리야를 획득했다.
1617년 스웨덴이 러시아 차르국의 지배하에 있던 카렐리야 지협 동부와 라도가 카렐리야, 북카렐리야를 정복했다. 1634년 스웨덴의 지배하에 있던 핀란드에서 새로운 행정 구역이 신설되었는데 스웨덴령 카렐리야 지역과 사보 지역에 신설된 행정 구역은 비보리 뉘슬로트 주와 켁스홀름 주였다. 1721년 뉘스타드 조약에 따라 켁스홀름 주 동부와 비보리 뉘슬로트 주가 러시아 제국에 할양되었으며 스웨덴령으로 남은 지역에는 큄메네고르드 뉘슬로트 주가 신설되었다. 1743년 오보 조약에 따라 큄메네고르드 뉘슬로트 주 남동부가 러시아 제국에 넘어갔다.
1809년 스웨덴이 핀란드를 러시아 제국에 할양했으며 그 자리에는 핀란드 대공국이 수립되었다. 1812년 러시아 제국이 비푸리 주를 핀란드 대공국에 할양했다. 1940년 겨울 전쟁 이후에 핀란드가 카렐리야 거의 대부분을 소비에트 연방에 할양했는데 이 국경은 1721년 당시의 국경과 유사했다. 1941년부터 1944년까지 일어난 계속 전쟁 당시에 핀란드가 카렐리야를 일시적으로 탈환했지만 1944년 소비에트 연방에 다시 점령되고 만다. 이 전쟁의 결과로 핀란드령으로 남아 있던 카렐리야 거의 대부분이 소비에트 연방에 넘어갔으며 북카리알라(핀란드령 카렐리야 북부)에는 쿠오피오 주, 남카리알라(핀란드령 카렐리야 남부)에는 퀴미 주가 신설되었다.